# Battlefield (Misuri)
Battlefield es una ciudad ubicada en el condado de Greene en el estado estadounidense de Misuri. En el Censo de 2010 tenía una población de 5590 habitantes y una densidad poblacional de 864,71 personas por km².

## Geografía
Battlefield se encuentra ubicada en las coordenadas 37°7′8″N 93°22′6″O / 37.11889, -93.36833. Según la Oficina del Censo de los Estados Unidos, Battlefield tiene una superficie total de 6.46 km², de la cual 6.46 km² corresponden a tierra firme y (0%) 0 km² es agua.

## Demografía
Según el censo de 2010, había 5590 personas residiendo en Battlefield. La densidad de población era de 864,71 hab./km². De los 5590 habitantes, Battlefield estaba compuesto por el 92.81% blancos, el 1.47% eran afroamericanos, el 0.54% eran amerindios, el 2.06% eran asiáticos, el 0% eran isleños del Pacífico, el 0.72% eran de otras razas y el 2.42% pertenecían a dos o más razas. Del total de la población el 2.72% eran hispanos o latinos de cualquier raza.